# Dhantal
El dhantal es un instrumento de percusión, suena similar a un triángulo. Es una vara larga de acero que se sostiene con una mano y con la otra mano se percute con una pieza de metal en forma de U. Lo usan los trintitarios y surinemeses de ascendía india para acompañar al dholak y al armonio, llevando un patrón rítmico repetitivo. Se puede obtener un tono apagado si se aprieta la mano de sujeción cerca del área de percusión, y un tono abierto si se afloja la mano.